# یواس‌سی‌جی‌سی تتیس (دبلیوام‌ئی‌سی-۹۱۰)
یواس‌سی‌جی‌سی تتیس (دبلیوام‌ئی‌سی-۹۱۰) (به انگلیسی: USCGC Thetis (WMEC-910)) یک کشتی بود که طول آن ۲۷۰ فوت (۸۲ متر) بود. این کشتی در سال ۱۹۸۶ ساخته شد.